# Élections générales de 1972 à Gibraltar
Les élections législatives de Gibraltar en 1972 se sont tenues en 1972 pour élire les 15 membres du parlement pour un nouveau mandat de quatre ans.

## Résultats
| Parti | Parti                                                  | Sièges | +/-           |
| ----- | ------------------------------------------------------ | ------ | ------------- |
|       | Association pour la promotion des droits civils (AACR) | 8      | 1             |
|       | Parti de l'intégration avec la Grande-Bretagne (IWBP)  | 7      | 2             |
|       | Groupe Isola                                           | 0      | 1             |
| Total | Total                                                  | 15     | en stagnation |